# Gunung Kinabalu
De Kinabalu (Maleis: Gunung Kinabalu) op het eiland Borneo in Maleisië is de op een na hoogste berg van Zuidoost-Azië. Alleen de Hkakabo Razi in Myanmar is hoger. De Kinabalu wordt ter plaatse gezien als hoogste berg van Zuidoost-Azië en daarom wordt deze veel beklommen, ook om religieuze redenen. De Kinabalu is terug te vinden op het bankbiljet van 1 ringgit.
In het Myanmarese gedeelte van de Himalaya liggen veel meer toppen hoger dan de Kinabalu. De Puncak Jaya (4884 m), gelegen in de Indonesische provincie Papoea valt onder Oceanië.

## Ligging
De berg is gelegen in het Kinabalu State Park op het Maleisische deel van Borneo. De top van de berg kan door een persoon met een goede fysieke conditie zonder speciale berguitrusting beklommen worden. Andere toppen in het massief vergen wel speciale uitrusting om rotsen te beklimmen. De berg heeft een gevarieerde flora met wilde orchideeën en soorten als Medinilla speciosa.

## Klimroute
Klimmers dienen te allen tijde vergezeld te worden door een gids. Dit is een vereiste van het park. De klim start in het hoofdkwartier van het Kinabalu Park op 1500 meter, waar accommodatie beschikbaar is. Daarvandaan gaan de klimmers eerst naar de Timpohon-poort op 1800 meter, met een minibus of wandelend. Vandaar gaat de tocht wandelend naar de Laban Rata hut op 3300 meter. De meeste mensen volbrengen dit deel van de tocht in drie tot zes uur. Omdat er geen weg ligt, wordt de hut door middel van dragers bevoorraad die soms meer dan 30 kilogram last op hun rug nemen.
Warm voedsel en dranken, hete douches en verwarmde kamers zijn beschikbaar in de hut. De laatste 800 meter, vanaf de Laban Rata hut op 3300 meter naar de top (Low's Peak) op 4100 meter, neemt ongeveer twee tot vier uur in beslag. Het laatste stuk van de klim is op granieten rots.

## Heiligschennis
De Gunung Kinabalu is een heilige berg voor de lokale bevolking van de Kadazan-Dusun stam. Er ontstond dan ook grote ophef in Maleisië toen op 30 mei 2015 tien toeristen, deel van een groep van 27 klimmers, op de top van de berg naaktfoto's van elkaar namen en op de berg urineerden en daarvan beelden op de sociale media plaatsten. En die ophef groeide toen het gebied een paar dagen later door een aardbeving werd getroffen waarbij ca. 20 mensen omkwamen en een stuk van de bergtop afbrak. De natuurramp werd door sommigen beschouwd als het gevolg van heiligschennis. Op 8 juni werden twee Canadezen en een Europeaan gearresteerd. Een andere Canadees, die claimde ook tot de groep te behoren, stelde op zijn Facebook-pagina dat hij geen enkel respect behoefde te hebben voor hun "bijgeloof". "Als een lokale godsdienst bepaalde dingen verbiedt, dan geldt dat verbod voor die gelovigen, maar ze kunnen niet verwachten dat anderen ook hun archaïsche en idiote regetjes volgen", zo zei hij. Vier van de tien zijn aangehouden en veroordeeld tot drie dagen cel en 1400 euro boete. Daar was ook een Nederlander bij.

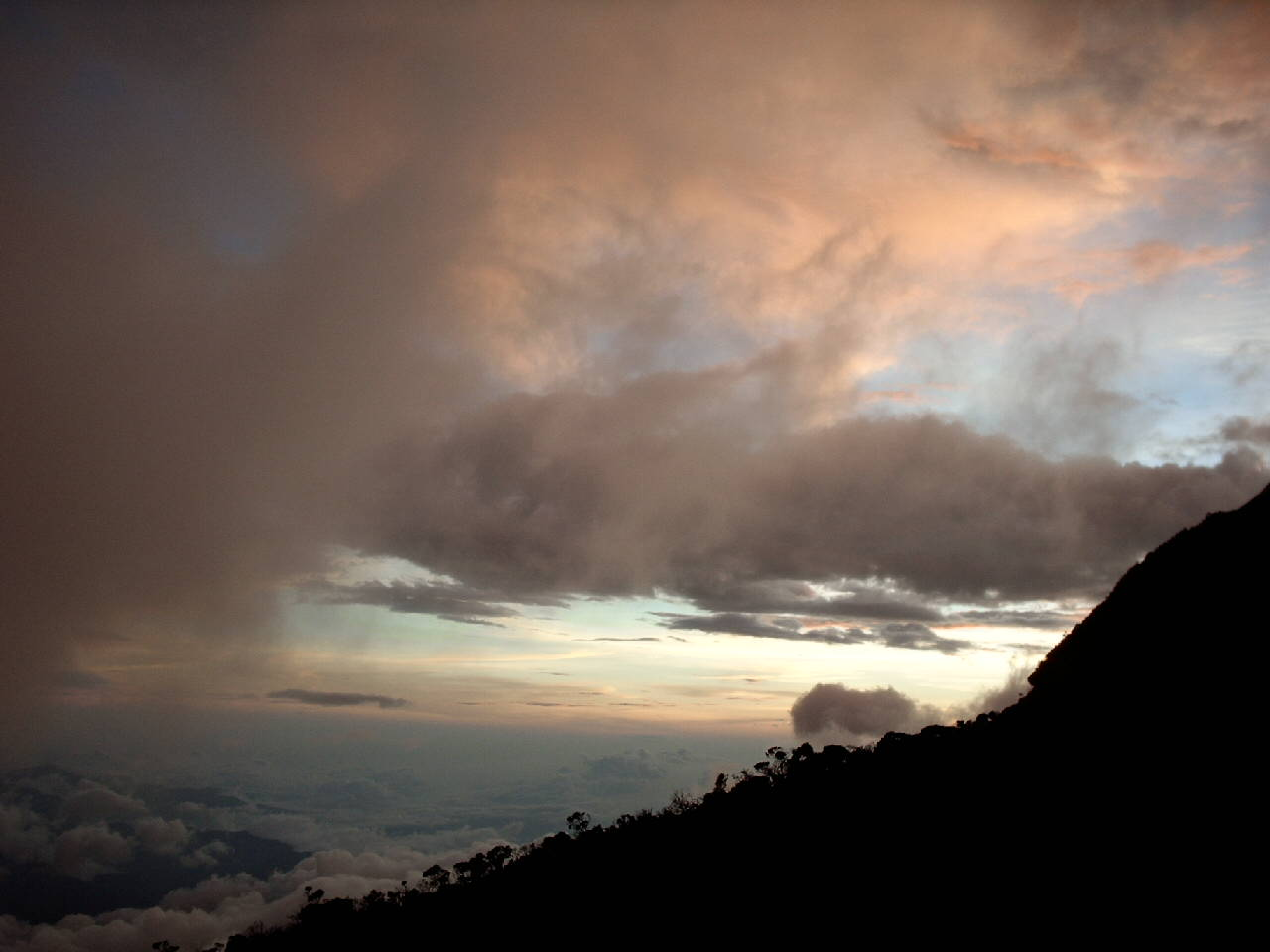
Kijkend naar de horizon, onderweg naar de hut als de zon ondergaat.
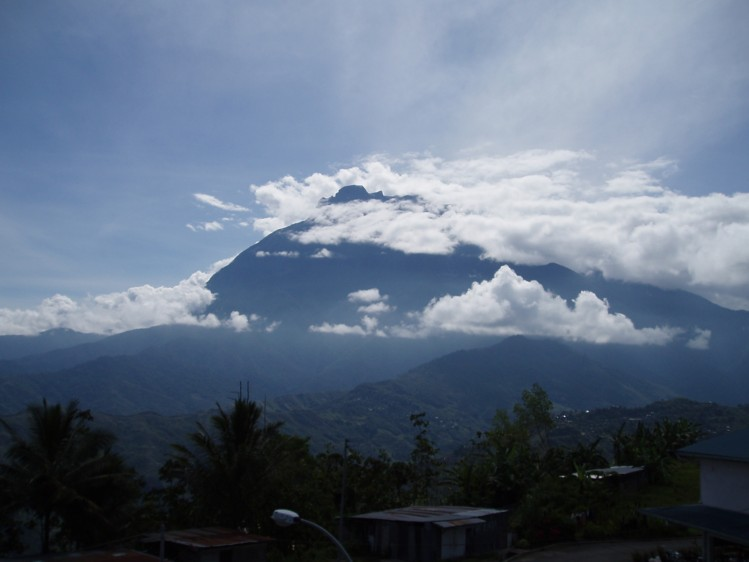
Mount Kinabalu met telecom-station
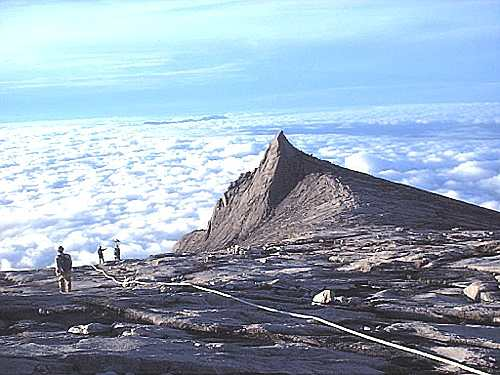
Plateau van Mount Kinabalu
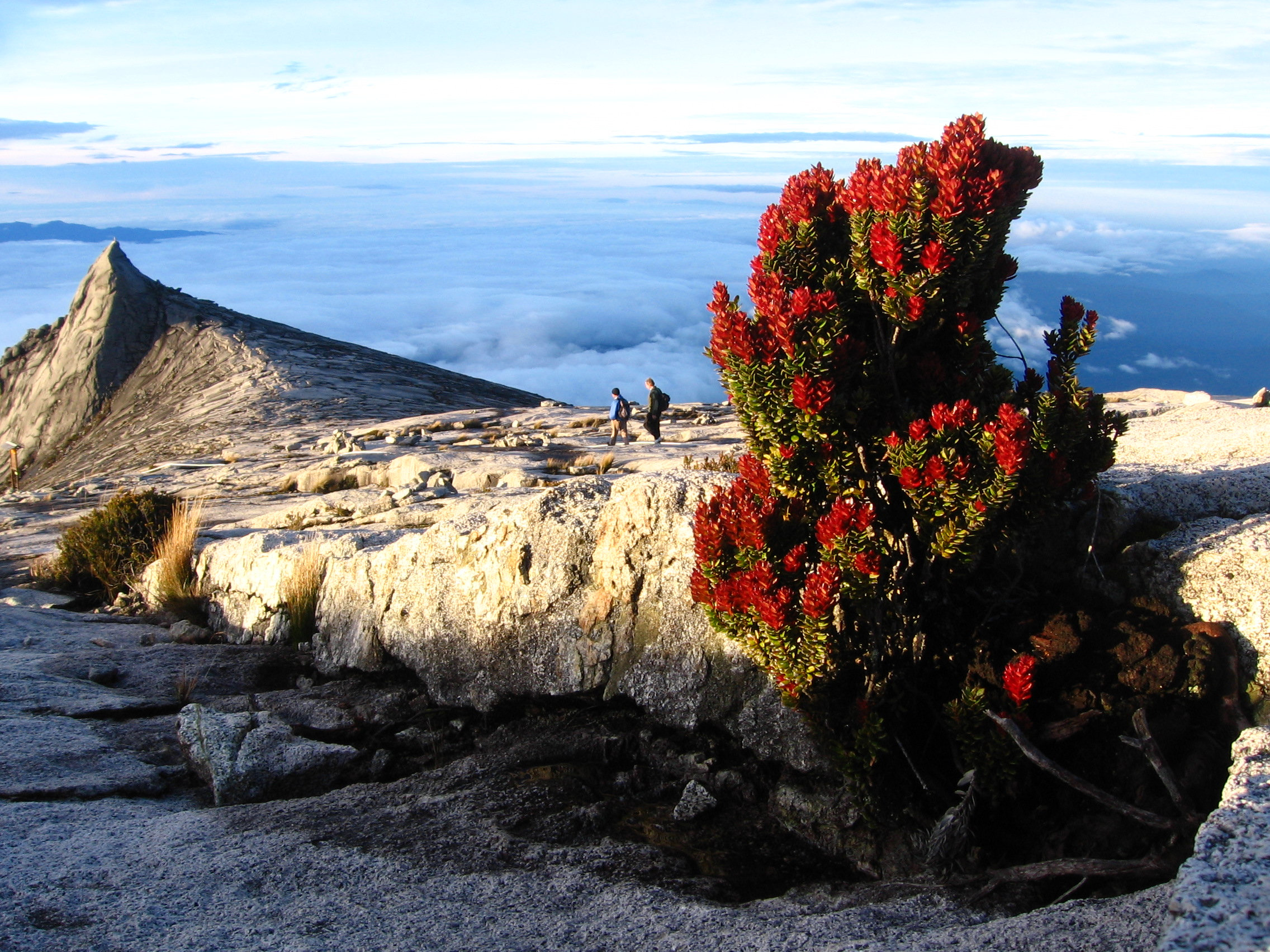
Zonsondergang op Mount Kinabalu
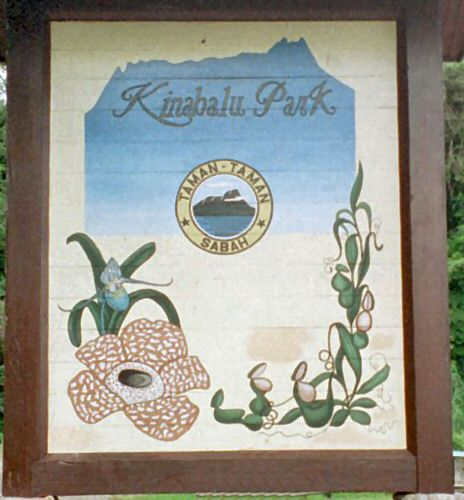
Bord bij Kinabalu Park